# Jean Val Jean
Jean Val Jean, né le 19 juin 1980 à Montluçon (Allier), est le nom de scène d'un acteur de films pornographiques et de séries télévisées françaises.

## Biographie
Jean Val Jean est un acteur de films pour adultes qui a joué dans plus de 200 films pornographiques entre 2004 et 2009 après un voyage aux États Unis lors des AVN de Las Vegas. Recontacté par des producteurs, il se lance dans le milieu et réalise son rêve d'ado. En 2007, il a obtenu l'AVN Award du meilleur acteur étranger (Male Foreign Performer of the Year). Sa belle gueule et son physique avantageux en font un acteur de premier choix auprès des comédiennes et il tourne sous la houlette de metteurs en scènes importants comme Pierre Woodman, Rocco Siffredi, ou Robby D, et partage l'écran avec des actrices porno réputées comme Jenna Haze, Eva Angelina, Amy Reid, Jenaveve Jolie ou encore Katsuni.
Il quitte l'industrie du X en 2009 mais tente de poursuivre sa carrière à la télévision sous son nom de naissance, Emmanuel Delcour. Ainsi, fin 2009 il est apparu dans l'émission de téléréalité Chef Academy de la chaine Bravo. Il y est présenté comme « designer graphique » et malgré quelques allusions à son passé d'acteur de films pornographiques, , il se hisse parmi les finalistes de l'émission.
Puis, il fait plusieurs apparitions dans des séries télévisées comme Amour, Gloire et Beauté ou Les Experts et participe à quelques DTV qui restent des productions marginales telles que 'The Battle: Cinco de Mayo', ou 'Kiss of the Vampire'. Parallèlement, il profite de sa notoriété acquise avec "Chef Academy" pour devenir chef personnel et coach à domicile.
En 2016, il revient dans le circuit du divertissement pour adultes via le site Tushy.com.

## Récompenses
- 2007 : AVN Award Performeur étranger de l'année (Male Foreign Performer of the Year)[8]

## Filmographie sélective
- The Battle: Cinco de Mayo (2009)
- Immortally Yours (2009)
- Sunday at the Sinners (court métrage, 2009)
- Playgirl: Dirty & Delicious (2009)
- Sex Time (2009)
- Born to Fight (2008)
- Pit Fighters (2008)
- Nasty Tails 8 (2008)
- Playgirl: Steamy Seduction (2008)
- Playgirl: Uncontrolled Arousals (2008)
- Rocco: Puppet Master 3 (2008)
- Possessed & Undressed (2008)
- Playgirl: Uninhibited (2008)
- Milk Jugs (2008)
- Bad Girl Island (2007)
- Rocco: Animal Trainer 23 (2007)
- Reel Babes, Real Breasts (2007)
- Playgirl: Heavenly Heat (2007)
- Playgirl: All Lubed Up (2007)
- Playgirl: Sexy Moves (2007)
- Playgirl: Sexual Exploits of Jean Val Jean (2007)
- Xcalibur 3 (2007)
- Hush (2007)
- Fashionistas Safado: The Challenge (2006)
- Island Fever 4 (2006)
- Playgirl: Playing Dirty (2006)
- Playgirl: Hot Caress (2006)
- Jenna Haze: Dark Side (2006)
- Jesse Factor (2006)
- Ass Worship 9 (2006)
- Larry's Angels (2006)
- Playgirl: Erotic Encounters (2005)
- Katsumi Exposed (2005)
- Savanna Samson Superstar (2004)
- The Big Bulge (2003)
- Soccer Shooters (2002)

## Télévision
- The Last Ship (série télévisée, 2015) : Félix, un garde du corps. (Saison 2)
- Amour, Gloire et Beauté (série télévisée, 2 épisodes, 2011)
- Les Experts (série télévisée, 1 épisode, 2009)